# Jan Matham
Jan Matham (Haarlem, 1600 - La Haye, 1648) est un peintre et graveur néerlandais.

## Biographie
Jan Matham est né à Haarlem en janvier 1600. Il est le fils de Jacob Matham et le frère d'Adriaen et Theodor, tous également artistes,.

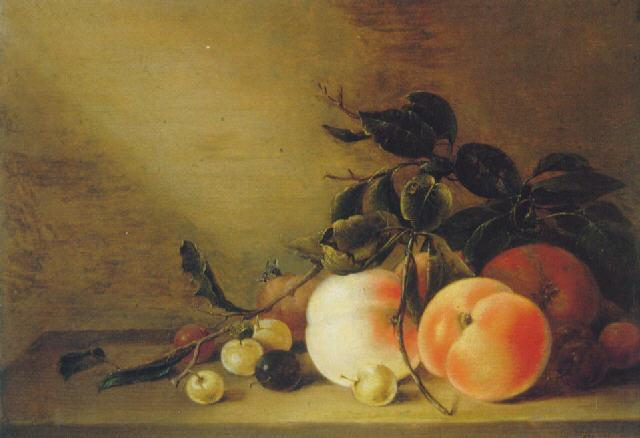
Nature morte avec des pêches
(n. d.)

Matham est actif à Haarlem de 1628 à 1648, et a été membre de la guilde de Saint-Luc locale plusieurs années : on a des registres de lui datés de 1628 et 1637,. Il s'est spécialisé dans les natures mortes, en particulier des pièces florales.
Jan Matham est mort à La Haye en juillet 1648,.